# کاژمارک
کاژمارک (به مجاری:  Kázsmárk) یک منطقهٔ مسکونی در مجارستان است که در بورشود-آبااوی-زمپلن واقع شده‌است.